# اچ‌آر ۵۲۵۶
اچ‌آر ۵۲۵۶ یک ستاره است که در صورت فلکی خرس بزرگ قرار دارد.